# 库夫雷勒
库夫雷勒（法語：Couvrelles，法語發音：[kuvʁɛl]）是法国上法蘭西大區埃纳省的一个市镇，属于苏瓦松区。

## 地理
库夫雷勒（49°20'18"N, 3°29'16"E）面积7.5 平方千米，位于法国上法蘭西大區埃纳省，该省份为法国北部内陆省份，北起北部省，西接索姆省和瓦兹省，东临阿登省和马恩省，西南至塞纳-马恩省，东北部与比利时接壤。
与库夫雷勒接壤的市镇（或旧市镇、城区）包括：欧日、塞尔瑟伊、锡里-萨尔索涅、莱日、塞尔什、瓦塞尼。

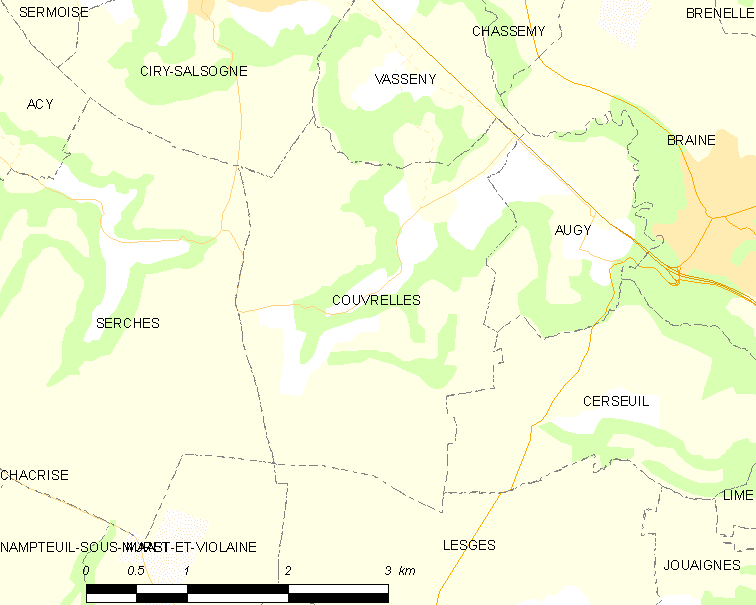
库夫雷勒的OSM定位图

库夫雷勒的时区为UTC+01:00、UTC+02:00（夏令时）。

## 行政
库夫雷勒的邮政编码为02220，INSEE市镇编码为02230。

## 政治
库夫雷勒所属的省级选区为塔德努瓦地区费尔县。

## 人口

1962-2008年间库夫雷勒人口变化图示

库夫雷勒于2022年1月1日时的人口数量为177人。